# 64a Divisió d'Infanteria "Catanzaro"
La 64a Divisió d'Infanteria "Catanzaro" (italià: 64ª Divisione fanteria "Catanzaro") va ser una unitat d'infanteria del Regio Esercito italià activa durant la Primera Guerra Mundial a nivell de brigada amb el nom de Brigada "Catanzaro" i amb el nom de 64a Divisió d'Infanteria "Catanzaro" una unitat motoritzada que va funcionar durant la Segona Guerra Mundial.

## Història

### La Brigada

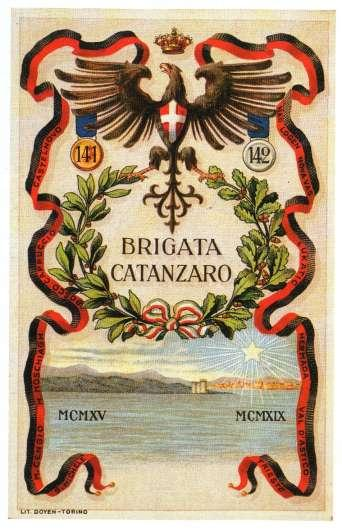
Una postal d'època dedicada a la Brigada

La Brigada "Catanzaro" es va formar l'1 de març de 1915 a Catanzaro en dos regiments, el 141è i el 142è. Els soldats (uns 6.000) que en formaven part eren majoritàriament calabresos.
El comandament de la Brigada i la 141a van ser extretes (Reserves) del dipòsit de la 48a Infanteria "Ferrara" (àrees de reclutament: les províncies de Belluno, Bolonya, Cefalù, Monza, Parma, la ciutat de Sacile i Salern) mentre que la 142a del dipòsit de la 19a Infanteria "Bresciana, les zones de Florència, Cefalù, Bolonya" Monza, Parma, Reggio Calàbria, la ciutat de Sacile i Salerno).

### Primera Guerra Mundial
En la mobilització del 24 de maig de 1915, fou inclosa primer a les tropes a disposició del Comandament Suprem, després, al cap d'uns dies, fou enviada al Friül on fou inclosa al Tercer Exèrcit.
La «Catanzaro» va ser una de les unitats més explotades de l'Exèrcit. Desgastat per llarguíssims desplaçaments a les trinxeres de primera línia en els sectors més disputats, va ser emprat com a brigada d'assalt al Carso des de juliol de 1915 fins a setembre de 1917.
Al front a Castelnuovo i Bosco Cappuccio, el 1916 va lluitar a Oslàvia, i durant la Strafexpedition i la muntanya Cen Mosciagio. Després va tornar al mont San Michele, a Nad Logen, a Nova Vas, a Nad Bregom i a Hudi Log. Abans de Caporetto va estar a Lucatic, al mont Ermada i finalment a San Giovanni di Duino.
El 1918, després de Caporetto, va lluitar a Pria Forà, a la Val d'Astico i a la Val Posina. El juny de 1920 es va dissoldre.
La bandera del 141è d'Infanteria va ser condecorada amb la Medalla d'Or al Valor Militar i la del 142è va ser guardonada amb la Medalla de Plata, sent considerada pel comandament italià com una de les Brigades més valentes i tenaces (un judici compartit pels austríacs).

#### La batalla de Monte San Michele
De l'informe enviat al Comandament Suprem sobre el 142è Regiment de la Brigada Catanzaro. 

En l'ofensiva general d'octubre-novembre de 1915, el 142è Regiment d'Infanteria es va trobar amb tota la Divisió de la qual formava part -la 28a Divisió- davant de S. Martino del Carso. El regiment ocupava el Bosco Cappuccio des del 17 de setembre, de manera que quan es va iniciar l'ofensiva el 21 d'octubre, les tropes portaven 34 dies a les trinxeres en un sector que s'havia guanyat i continua guanyant una trista fama per la seva duresa.

No obstant això, tant en els oficials com en les tropes, formades per calabresos, la valentia d'enfrontar-se als més destructius significa que l'enemic intensament desplegat en aquell lloc i la resistència per suportar les penúries més dures mai van fallar. Les tropes que tenien el passat gloriós de Castelnuovo, conquerit pel Regiment al juliol i que al mateix Carso havien avançat més que cap altre regiment, no podien deixar de ser heroiques en el sentit més alt de la paraula. L'objectiu immediat de l'acció duta a terme al sector ocupat pel Regiment va ser trencar el front enemic i ocupar la Sella di S. Martino i el poble del mateix nom.

Però l'enemic havia defensat aquest pas amb un nombre de defenses tan formidables que el Regiment es va destrossar en va contra aquest front i el 5 de novembre va deixar la 1a línia per reorganitzar-se, després d'haver deixat fora de combat 2037 dels seus homes en 15 dies, entre ells 55 oficials i amb ells el seu primer comandant coronel Cassoli.

#### «A la muntanya Mosciagh la baioneta va recuperar el canó»

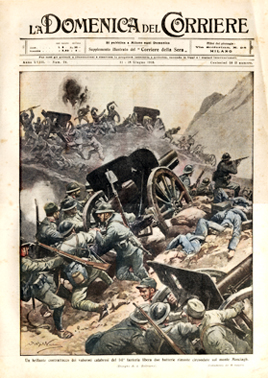
Portada de La Domenica del Corriere dedicada a la Brigada de Catanzaro

Hi havia nombrosos llocs que van veure en acció els regiments de la Brigada de Catanzaro, però, sens dubte, cal recordar els fets que van tenir lloc al mont Mosciagh. Aquesta muntanya va ser escenari de ferotges batalles.
La infanteria va recuperar algunes peces d'artilleria d'una posició que encara mantenien els austríacs al cim de la muntanya i després d'unes dues hores d'atacs de baioneta, van aconseguir expulsar definitivament l'enemic de les seves posicions inicials, conquerint finalment també el seu armament. L'episodi mereixia la següent menció al butlletí de guerra n. 369 del 29 de maig de 1916 signat pel general Luigi Cadorna: 
| « | A l'altiplà d'Asiago, les nostres tropes estan actualment ocupant i afirmant-se en les posicions que donen a la conca d'Asiago. Un brillant contraatac de la valenta infanteria del 141è regiment (brigada de Catanzaro) va alliberar dues bateries que havien quedat envoltades al mont Mosciagh, posant els seus canons completament a segur. | » |

L'assumpte fou recollit per la premsa nacional de l'època, tant que va valer la portada de La Domenica del Corriere, que, amb una bella il·lustració d'Achille Beltrame, va donar a conèixer a tota Itàlia que «Un brillant contraatac dels valents calabreses de la 141a infanteria va alliberar dues bateries que havien quedat envoltades al mont Mosciagh».
D'aquesta gloriosa gesta d'armes, el 141 va agafar el que a partir d'aleshores va ser el seu lema: "Al Monte Mosciagh la baioneta va recuperar el canó". El rei, amb un decret del 28 de desembre de 1916, va concedir a la bandera del 141è Regiment la medalla d'or al valor militar motu proprio amb aquesta motivació: «Per l'altíssim valor mostrat en les nombroses batalles al voltant de San Michele, a Oslavia, a l'altiplà d'Asiago, a Nad Logem, per la intacta audàcia juliol de 1915 – agost de 1916).
La bandera del 142 va rebre també la seva merescuda condecoració amb l'entrega de la medalla de plata al valor militar.

#### La revolta de la Brigada
Uns mesos més tard, soldats dels dos regiments "Catanzaro" van ser els protagonistes de la revolta més greu del Regio esercito durant el conflicte. Aquest episodi va tenir lloc a Santa Maria la Longa on la brigada estava acantonada des del 25 de juny de 1917 per un període de descans. La notícia d'una nova redistribució a les trinxeres de la primera línia va fer que en poques hores esclatés el que esdevindria una autèntica revolta.

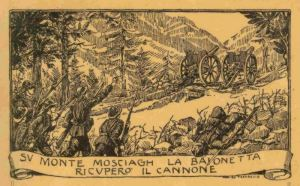
Motí de la Brigada Catanzaro

La infanteria de Catanzaro va protestar i la protesta es va convertir en una revolta. A les 22.00 hores del 15 de juliol de 1917 va començar el foc que va durar tota la nit. Els líders de cada regiment van atacar els soldats de l'altre, induint-los a amotinar-se i unir-s'hi. Van morir tres oficials i quatre carrabiners.
Molts van caure morts sota el foc dels rebels, altres van resultar ferits. El motí va durar tota la nit. Per sufocar la revolta, una companyia de Carabinieri, quatre metralladores i dos canons automàtics van ser emprats amb l'ordre precís d'intervenir ràpidament i amb un rigor extrem. La lluita va durar tota la nit i va cessar a l'alba.
Un cop sufocada la rebel·lió, el comandant de la Brigada va ordenar afusellar quatre infants, atrapats amb els canons dels fusells encara calents, i delmar la companyia. A la matinada del 16 de juliol, dotze infants de cada regiment, més els quatre capturats flagrantment, en presència de dues companyies, una de cada regiment, van ser afusellats prop del mur perimetral del cementiri de Santa Maria La Longa i col·locats en una fossa comuna.

#### Dissolució
Els soldats de la Brigada Catanzaro, després d'aquests greus fets, es van veure obligats a lluitar fins al final de la guerra. Va rebre una segona menció al butlletí de guerra del 25 d'agost de 1917, que informava que: "Al Carso continua la lluita al voltant de les posicions que hem conquerit, que l'enemic intenta en va recuperar-nos. En els combats incessants, les Brigades de Salern (89-90), Catanzaro (141-142) i Murge (259 i 260) es van distingir per la seva atreviment i tenacitat."
La brigada es va dissoldre el juny de 1920.

### Segona Guerra Mundial

Western Desert 1940

A la vigília de l'entrada d'Itàlia a la Segona Guerra Mundial, la brigada "Catanzaro" va ser reconstituïda com la 64a Divisió d'Infanteria "Catanzaro" . Les unitats destinades a la Divisió van ser enviades a Líbia el juny de 1940. La divisió es va reorganitzar, basant-se encara en els Regiments d'Infanteria 141 i 142 i incorporant-hi el 203 Regiment d'Artilleria i altres unitats logístiques de la dissolta 3a Divisió CC.NN "21 d'abril".
Reconstituïda oficialment el 3 de juny de 1940, fou posada després a disposició del XXII Cos d'Exèrcit (general Enrico Pitassi Mannella) del Desè Exèrcit i va ser desplegat a Acroma per vigilar l'aproximació a Tobruk. Participà en l'avanç italià a Egipte el setembre de 1940, encara que en reserva. En el moment del seu desplegament, la unitat encara estava semimotoritzada, amb només 39 camions en funcionament dels 105 disponibles.
El 13 de setembre va començar l'ofensiva contra les posicions britàniques a Egipte, i la divisió es va desplegar al llarg de la Via Balbia, entre Gambut i Sidi Bu Amud, per protegir la rereguarda dels atacs procedents del desert. Els dies següents, sempre en posició de rereguarda, es va traslladar a Sidi el Barrani, en territori egipci, per vigilar el ferrocarril costaner, la línia vital de subministrament del 10è Exèrcit. Amb l'inici de l'operació Compàs i l'extens moviment de la Força del Desert Occidental del general Richard O'Connor, Catanzaro es va invertir ja el 9 de desembre al sector de les salines de Bug Bug, a la zona d'Alam Salamus, entre la 63a Divisió d'Infanteria "Cirene" a Ābār Abū Safāfī (Sofafi) al sud, i la 1a Divisió líbia a Al Maktīlah (Maktila) i la 2a Divisió líbia a 'Alam aţ the Ţummarmm) fins Ţummarmm (Tummarm) al nord. La fortalesa d'Alam ci Rimth, sotmesa a un fort bombardeig i colpejada violentament per les forces blindades, va aconseguir resistir i repel·lir els atacants. Però la situació es va fer especialment delicada, així que el dia 10 es va unir a les unitats que defensaven Bug Bug per contenir més pressió enemiga atacant al llarg de la carretera costanera.
L'aniquilació del Grup Maletti a 'Alam Nibeiwa el mateix dia va agreujar la situació. Incapaços de resistir o aturar els atacs, la Catanzaro es va enllaçar amb altres unitats italianes a Buqbuq i va cobrir la retirada de la 4a Divisió CC.NN. "3 Gennaio" i el Quarter General del "Cos Líbi" des de Sidi Barrani al llarg del ferrocarril costaner el 10 de desembre de 1940. L'11 de desembre, unitats mecanitzades de la 7a Brigada Blindada britànica, havent-se infiltrat als reductes de la divisió, van ser aturades i posades fora de combat pel bon treball de l'artilleria de la divisió. Unes hores més tard, una nova acció violenta d'un altre esquadró blindat britànic va provocar la rendició de centenars d'homes i va obligar les unitats divisionals restants a retirar-se cap a Bir Tishdida. Els atacs enemics es van intensificar en aquesta posició, culminant, els dies 13 i 14, amb una pressió violenta, exercida novament per nombrosos vehicles blindats. La lluita, que la divisió va lliurar només amb artilleria, va obligar a una nova retirada cap a Sollum primer, a costa de la majoria dels tancs italians restants.  i, el dia 15, a l'interior de les muralles de Bardia.
La resta d'unitats de la divisió, fortament delmades pels durs i intensos combats que van durar més de vint dies, es van reorganitzar i van continuar actuant en la defensa del fort de Bardia fins al 5 de gener de 1941, després del qual la divisió es va considerar dissolta per esdeveniments bèl·lics i les seves restes es van repartir entre les altres grans unitats.
A causa del polèmic comportament de la unitat i dels seus oficials, llevat de l'artilleria, l'Estat Major no tenia la intenció de reformar aquesta unitat durant la guerra ni tan sols després de la guerra.

## Símbols
- Colors de les espatlles: vermell i negre
- Lema: "Portiamo i colori del sangue e della morte: ovunque vincitori." (Portem els colors de la sang i la mort: victoriosos a tot arreu)

## Recompenses pel valor militar
A la Brigada
- 141è Regiment: 1 Medalla d'Or - 1 Cavaller de l'orde militar de Savoia
- 142è Regiment: 1 Medalla de Plata - 1 Cavaller de l'orde militar de Savoia

Particulars
- 3 medalles d'or
- 152 medalles de plata
- 204 medalles de bronze
- 2a Orde Militar de Savoia